# Rhabdomastix schistacea
Rhabdomastix schistacea är en tvåvingeart som först beskrevs av Theodor Emil Schummel 1829.  Rhabdomastix schistacea ingår i släktet Rhabdomastix och familjen småharkrankar. Inga underarter finns listade i Catalogue of Life.